# Mergablum
Mergablum o Mercablum era el nombre de un antiguo asentamiento romano situado en la costa de la Bética, en la actual provincia de Cádiz (España). El VI Itinerario de Antonino la cita como una mansio o estación de Vía Heraclea, situándola entre Baesippo y Ad Herculem (Sancti Petri). 

## Toponimia
El nombre Mercablum puede proceder del dios fenicio Melkart, al que se le dedicó el Templo de Hércules Gaditano en la vecina Ad Herculem. También se ha explicado a partir del latín mercabilis, por haber sido Mercablum una estación de la Vía Heraclea dedicada al intercambio de excedentes agropecuarios y pesqueros. Más fácil es que derive mercabulum, que significa en latín 'lugar para comerciar', derivado del verbo mercor ('comerciar').

## Ubicación
Algunos autores ubican Mercablum cerca del actual Conil de la Frontera, en el yacimiento de El Pocito Blanco, así como en el no muy lejano yacimiento del Cerro Patría de Vejer de la Frontera. Ambas propuestas son verosímiles y coinciden con bastante precisión con las indicaciones del Itinerario de Antonino, que sitúa Mercablum a 26 kilómetros de Ad Herculem (Sancti Petri). Quizás la población original prerromana se situó en el Cerro Patría, a modo de oppidum, y en época romana se trasladó a la costa, en Conil, como ocurrió en lugares cercanos como Baesippo y Baelo Claudia.